# Gromiec
Gromiec ist ein Dorf mit einem Schulzenamt der Gemeinde Libiąż im Powiat Chrzanowski der Woiwodschaft Kleinpolen in Polen.

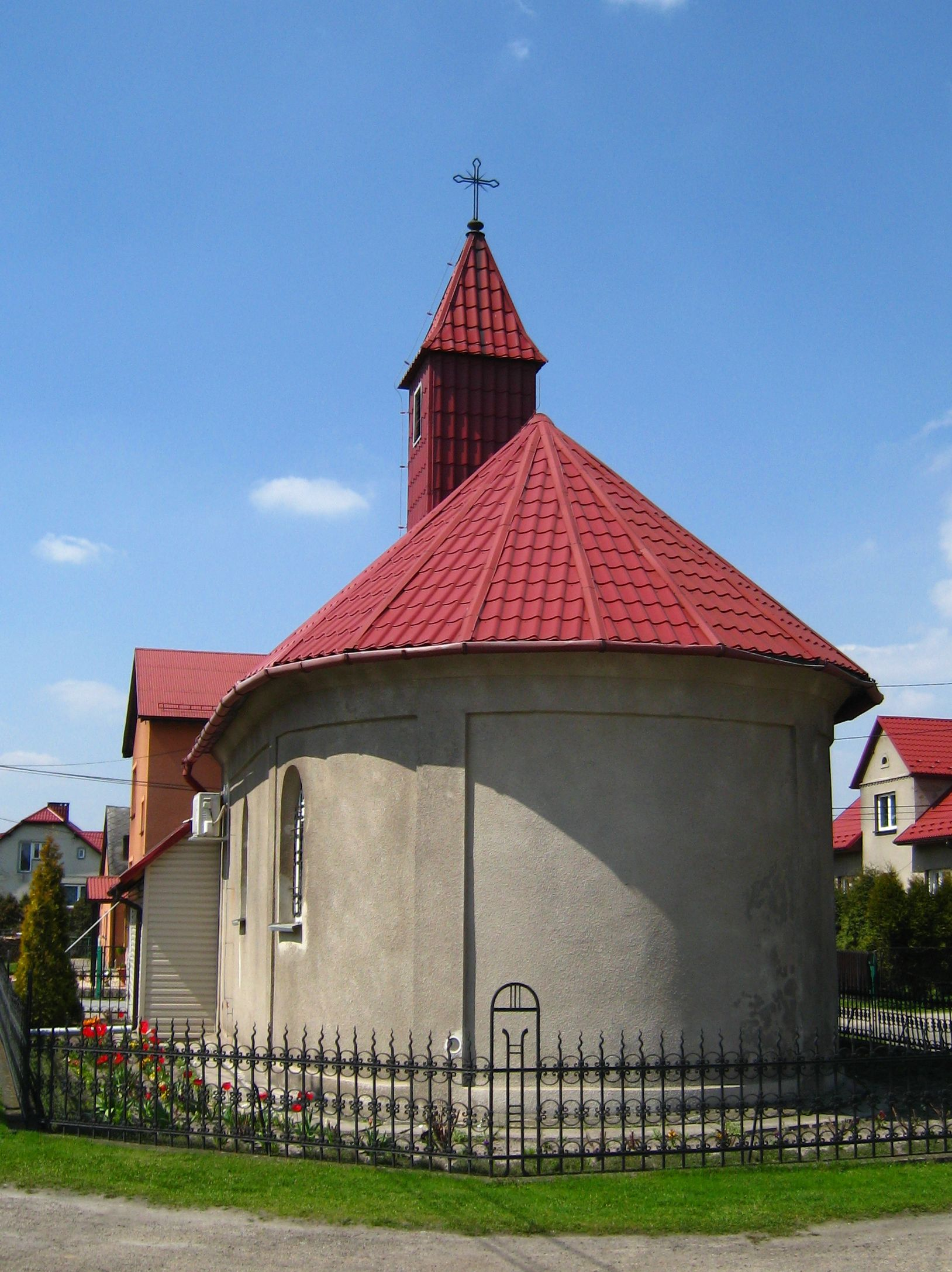
Alte Ortskirche

## Geographie
Der Ort liegt am linken, nördlichen Ufer der Weichsel. Die Nachbarorte sind die Stadt Libiąż im Norden, Żarki im Osten, Dwory Drugie im Südosten, die Stadt Oświęcim (Stadtteil Monowice) im Süden, sowie Bobrek im Westen.

## Geschichte
Der Ort wurde im Jahr 1463 als Gromyecz erstmals urkundlich erwähnt. Der Name ist abgeleitet vom Appellativ grom (Blitz, Donner) mit dem Suffix -ec und bezeichnet einen Ort, wo Donner oft schlugen.
Der Ort gehörte zunächst zum Königreich Polen (ab 1569 Adelsrepublik Polen-Litauen), Woiwodschaft Krakau, aber schon nach Jan Długosz unterstand die Pfarrei Oświęcim (Auschwitz) im Herzogtum Auschwitz, sowie im Jahr 1581 war es auf der Liste der Orte des Kreises Schlesien.
Bei der dritten Teilung Polens wurde Gromiec 1795 Teil des habsburgischen Kaiserreichs. In den Jahren 1815–1846 gehörte das Dorf zur Republik Krakau, 1846 wurde es als Teil des Großherzogtums Krakau wieder in die Länder des Kaisertums Österreich annektiert. Nach der Aufhebung der Patrimonialherrschaften bildete es nach 1850 eine Gemeinde im Bezirk Chrzanów.
1918, nach dem Ende des Ersten Weltkriegs und dem Zusammenbruch der k.u.k. Monarchie, wurde Gromiec Teil Polens. Unterbrochen wurde dies nur durch die Besetzung Polens durch die Wehrmacht im Zweiten Weltkrieg. Es gehörte dann zum Landkreis Krenau im Regierungsbezirk Kattowitz in der Provinz Schlesien (seit 1941 Provinz Oberschlesien). Von 1975 bis 1998 gehörte Gromiec zur Woiwodschaft Katowice.
Im Jahr 2007 wurde die örtliche römisch-katholische Pfarrei errichtet.